# Kasteel Walburg (Sint-Niklaas)
Kasteel Walburg is een kasteel in de Oost-Vlaamse stad Sint-Niklaas.

## Geschiedenis
In 1550 verkreeg ridder Willem van Waelwijck de toestemming van Karel V om de heerlijkheden van der Moeren en van Willemaers samen te voegen tot één leen, het Hof van Walburg. De heerlijkheid van der Moeren had reeds een omwald huis. Van Waelwijck liet dit afbreken en vervangen door het huidige.
In 1553 was de waterburcht op loopafstand van de markt klaar. Hij vernoemde zijn burcht naar zijn vrouw, Walburgis. Het toenmalige domein bestond uit een boomgaard, een tuin en twee landwegen.
In de 19e eeuw kwam het kasteel in handen van de familie Van Naemen en werd het kasteel verbouwd. Ook werd het park omgebouwd tot een Engelse tuin.
In 1949 werd het park door de gemeente onteigend en het kasteel datzelfde jaar aangekocht door de gemeente. In 1952 werd het park opengesteld voor het publiek. Na de dood van de burgemeester Romain De Vidts, werd het park omgedoopt naar het Romain De Vidtspark.
In 1975 werden het kasteel en het park ingeschreven als beschermde monumenten.

## Galerij

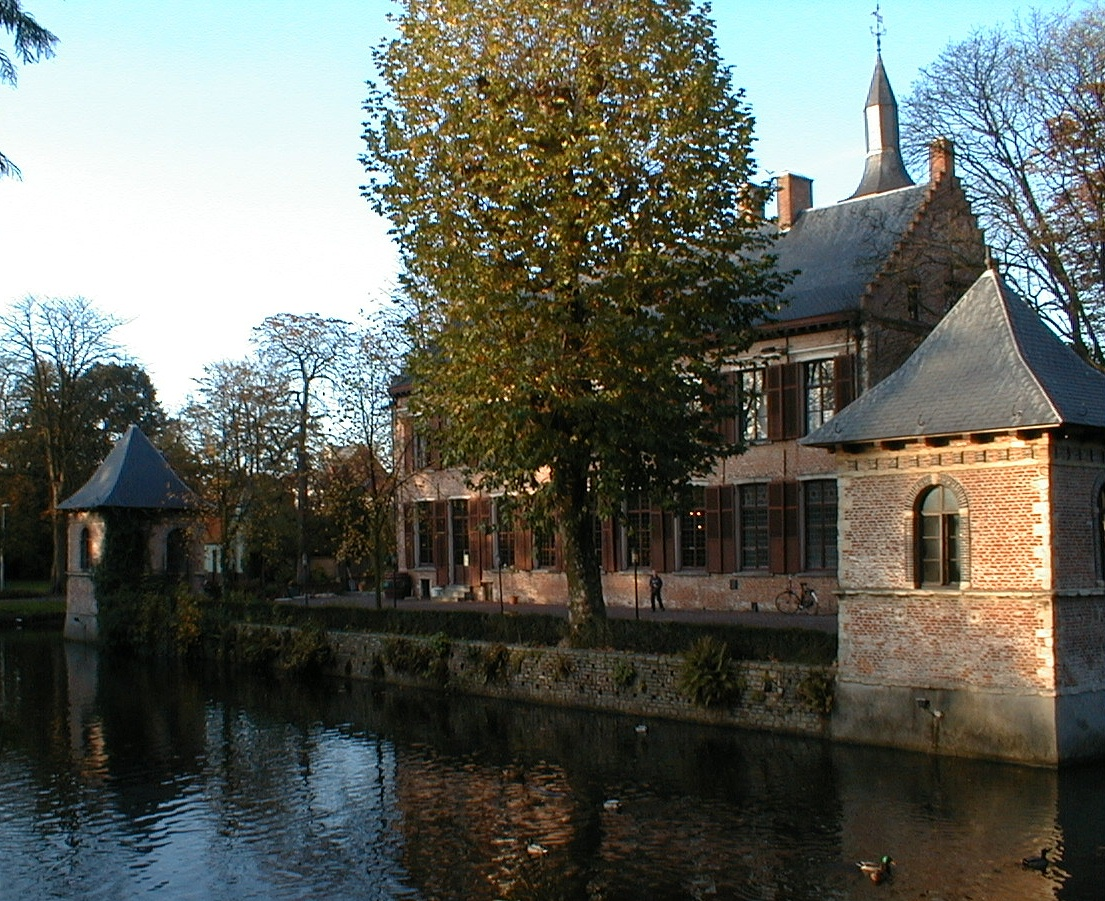
Kasteel Walburg
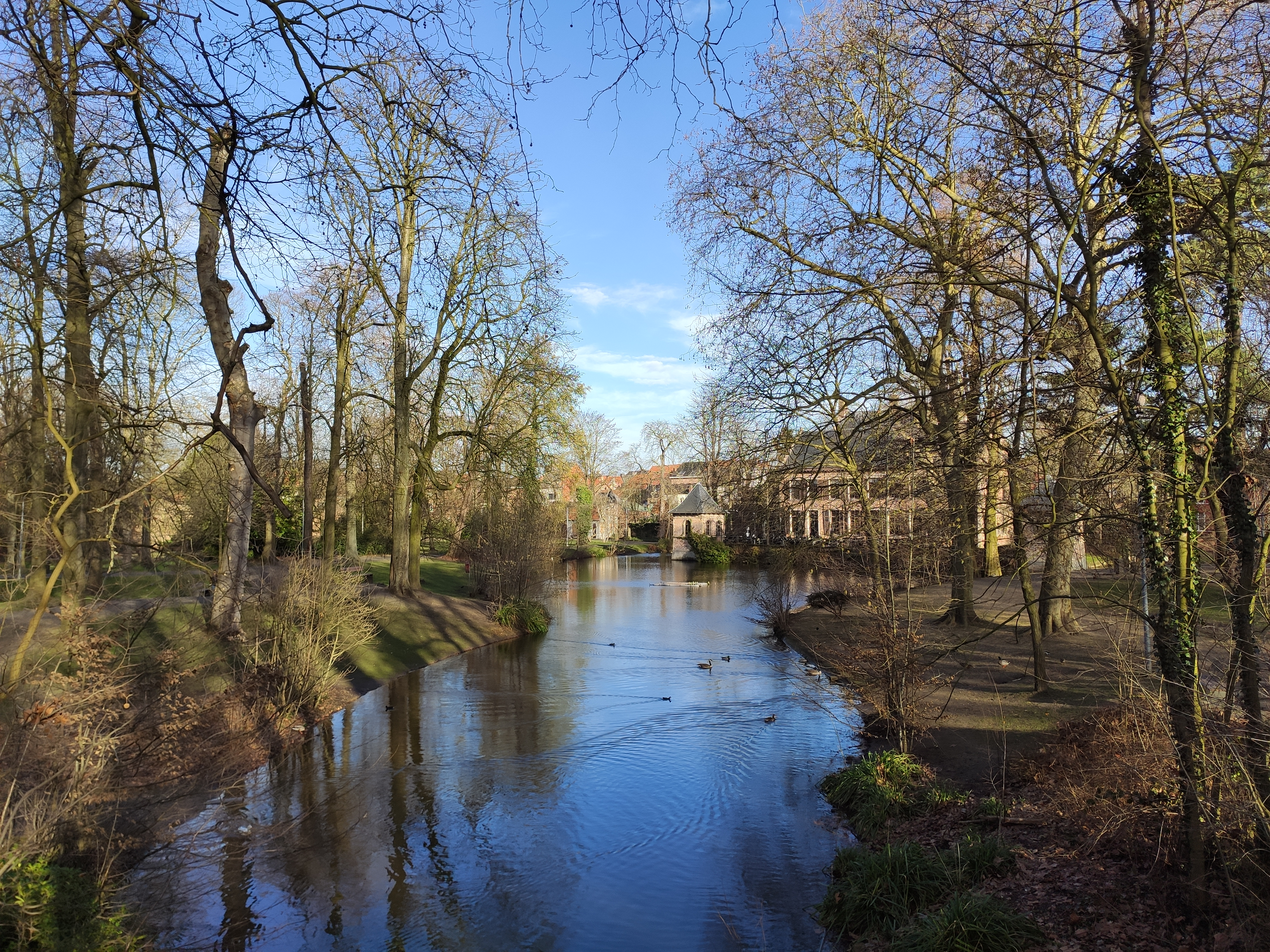
De vijver in het Romain De Vidtspark met het kasteel op de achtergrond
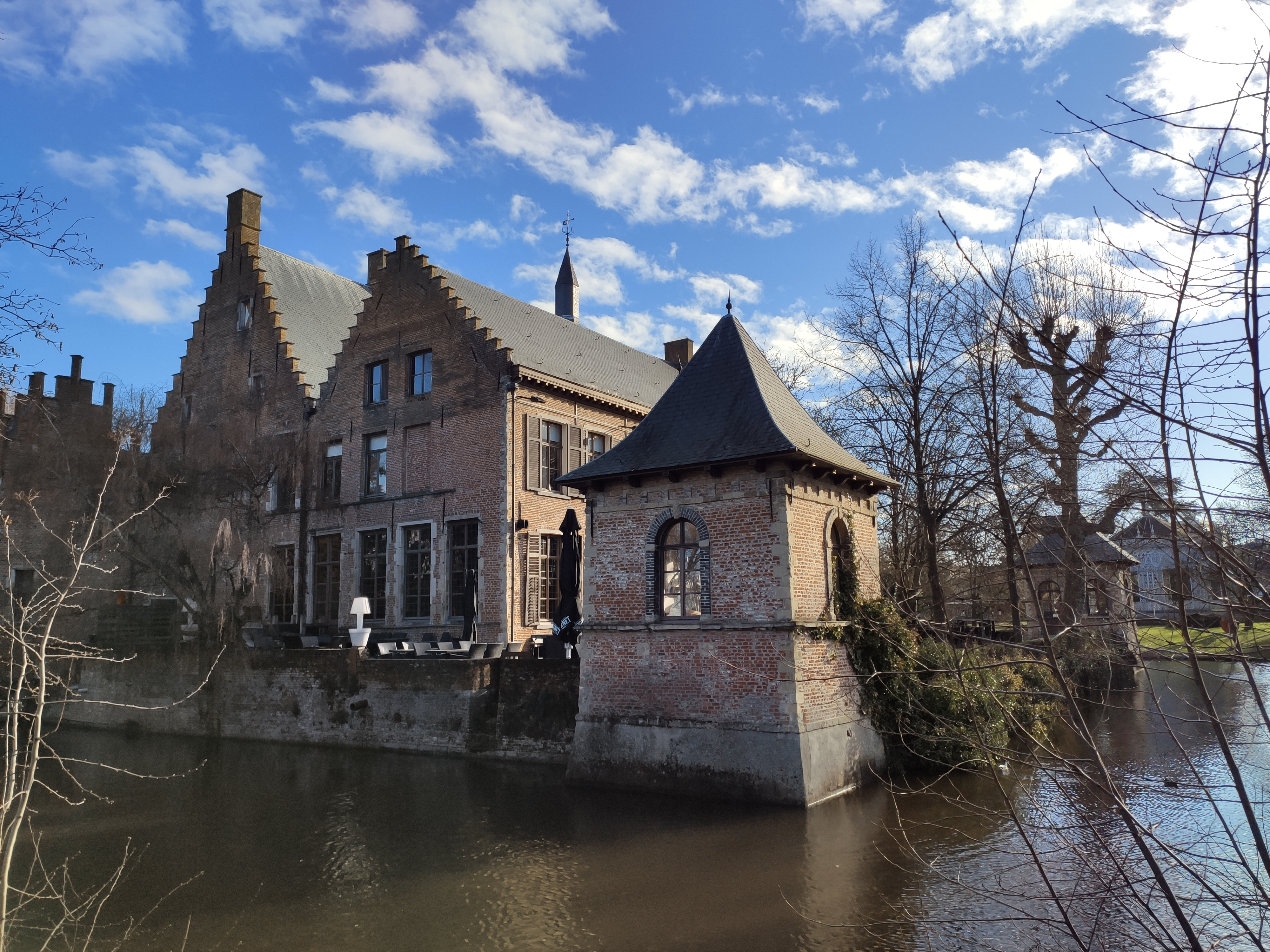
Kasteel Walburg
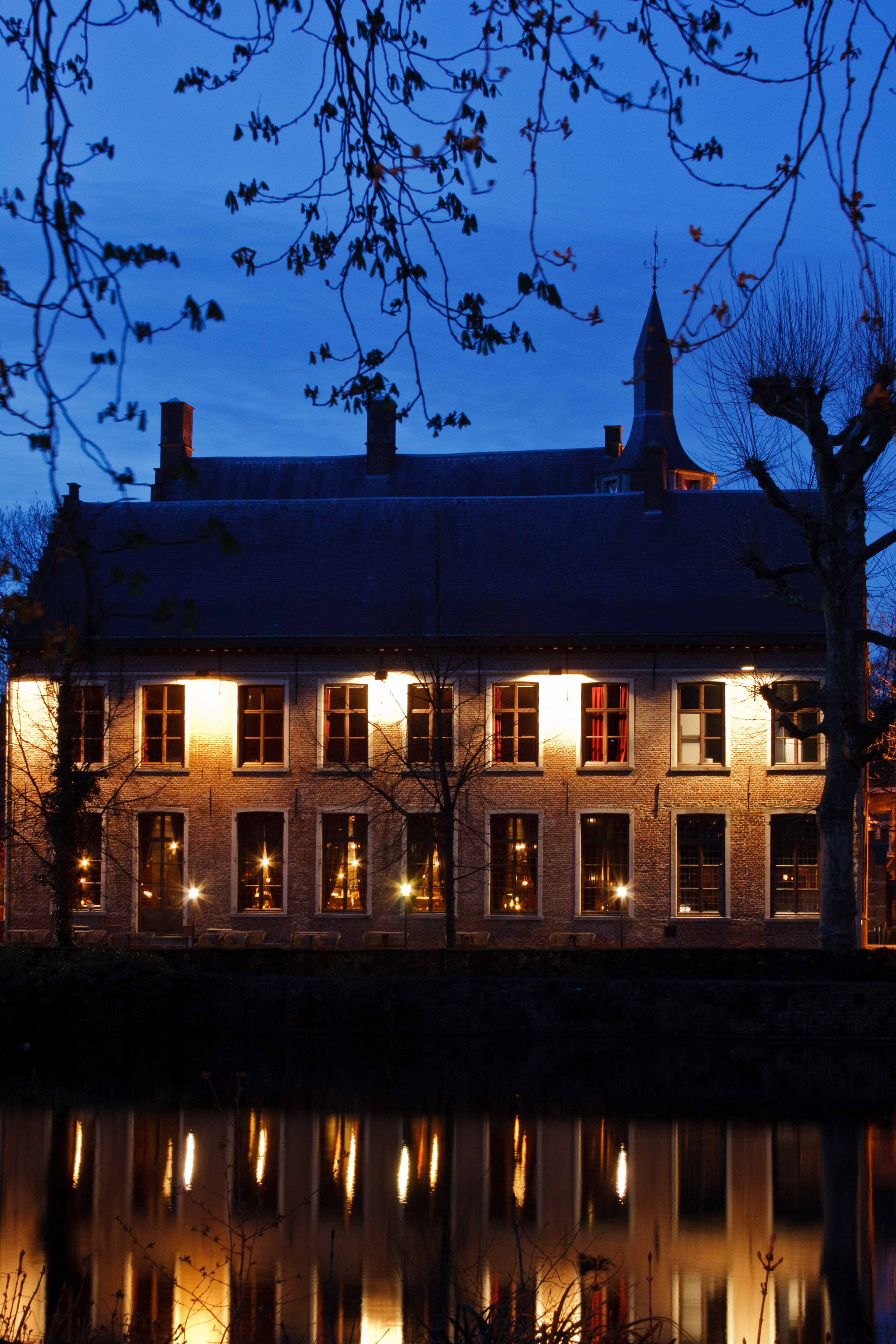
Het kasteel 's avonds